# 3 Armia Uderzeniowa

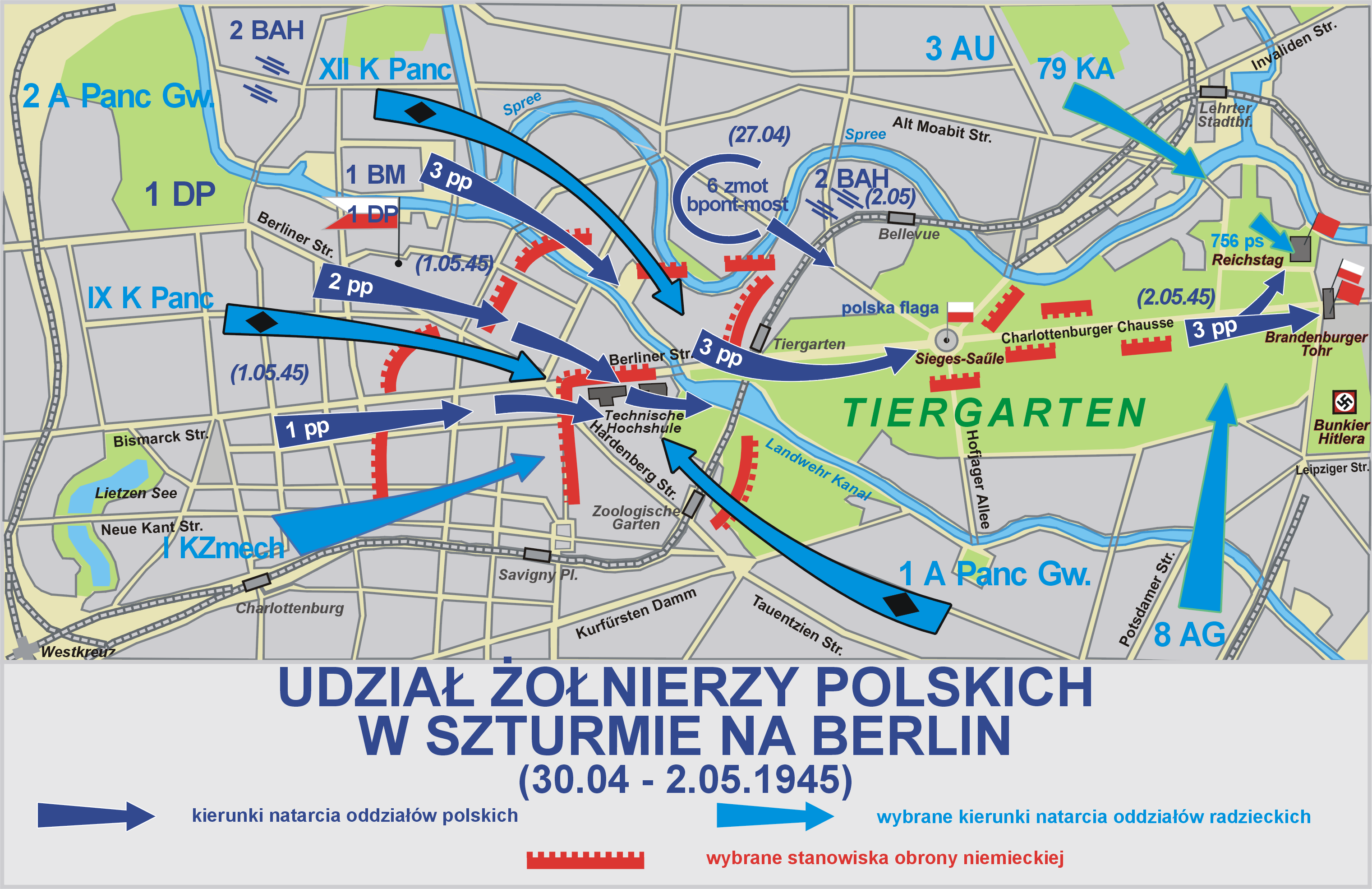
Udział 3 Armii Uderzeniowej w szturmie Berlina

3 Armia Uderzeniowa (ros. 3-я ударная армия) – związek operacyjny Armii Czerwonej.
Armia powstała 25 grudnia 1941 na bazie 60 Armii. W 1945 roku uczestniczyła w walkach o przełamanie Wału Pomorskiego. W bitwie w rejonie Trzebiatowa uczestniczyła wspólnie z ludowym Wojskiem Polskim w likwidacji zgrupowania wojsk niemieckich. Brała również udział w działaniach bojowych mających na celu zdobycie Berlina, stolicy III Rzeszy.

## Dowództwo armii
Dowódcy:
- gen. por. Maksim Purkajew (grudzień 1941 - sierpień 1942)
- gen. mjr/gen. por. Kuźma Galicki (wrzesień 1942 - listopad 1943)
- gen. płk Nikandr Czibisow (listopad 1943 - kwiecień 1944)
- gen. por. Wasilij Juszkiewicz (kwiecień 1944 - sierpień 1944)
- gen. por. Michaił Gierasimow (sierpień 1944 - październik 1944)
- gen. mjr Nikołaj Simoniak (październik 1944 - marzec 1945)
- gen. płk Wasilij Kuzniecow[6] (marzec 1945 - maj 1945)

Członkowie Rady Wojennej:
- gen. mjr Andriej Litwinow

Szefowie sztabu:
- gen. mjr Michaił Buksztynowicz[7]

## Struktura organizacyjna
Skład 16 maja 1945
- 7 Korpus Strzelecki
- 12 Gwardyjski Korpus Strzelecki
- 79 Korpus Strzelecki
- 9 Korpus Pancerny.

Przy Armii działały 2 samodzielne kompanie karne
Skład w 1990
dowództwo 3 Armii - Magdeburg
- 7 Gwardyjska Kijowsko-Berlińska Dywizja Pancerna - Roslau;
- 10 Gwardyjska Uralsko-Lwowska Dywizja Pancerna - Altengrabow,
- 12 Gwardyjska Humańska Dywizja Zmechanizowana - Neuruppin:
- 47 Gwardyjska Niżniednieprowska Dywizja Pancerna - Hillerslleben

Jednostki podporządkowania armijnego:
- 36 Brygada Rakiet Operacyjno-Taktycznych - Altengrabow;
- 448 Brygada Rakiet Operacyjno-Taktycznych - Bom;
- 49 Brygada Rakiet Przeciwlotniczych - Plankenfels;
- 385 Brygada Artylerii - Plankenfels;
- 323 Ryska Brygada Inżynieryjno-Saperska - Magdeburg;
- 42 Brygada Zabezpieczenia Materiałowego - Magdeburg;
- 439 pułk śmigłowców - Borstel;
- 172 pułk śmigłowców — Borstel;
- 105 pułk łączności - Magdeburg
- 254 pułk radiotechniczny - Koshtedt;
- 36 Rodziński pułk pontonowo-mostowy - Magdeburg;
- 232 batalion ochrony - Magdeburg;
- 296 eskadra śmigłowców - Malwinkel;
- 451 dywizjon artylerii przeciwpancernej - Magdeburg;
- 15 batalion radiotechniczny - Magdeburg;
- 10 batalion WRE - Sztansdorf;
- 458 batalion radioliniowy - Magdeburg;
- 323 batalion inżynieryjno-saperski - Magdeburg;
- 298 batalion remontowy - Szenebek;
- 302 batalion remontowy - Szenebek;
- 20 batalion sanitarno-epidemiologiczny - Magdeburg